# 图尔盖针茅
图尔盖针茅（学名：Stipa turgaica），为禾本科针茅属下的一个植物种。